# Gouania mangarevica
Gouania mangarevica là một loài thực vật có hoa trong họ Táo. Loài này được Fosberg mô tả khoa học đầu tiên năm 1938 publ. 1939.